# Национален филхармоничен хор „Светослав Обретенов“
Националният филхармоничен хор „Светослав Обретенов“ е български хор в София, част от Софийската филхармония.
Създаден е на 1 ноември 1944 година от диригента Светослав Обретенов като Държавен радиохор, по-късно е преименуван на Българска хорова капела, а след смъртта на Обретенов през 1955 година носи неговото име. През 1981 година става част от Софийската филхармония и получава сегашното си име. Дългогодишен ръководител на хора от 60-те години е Георги Робев.